# Kanat d'Astracan

Kanat d'Astracan (1460-1556)

El Kanat d'Astracan va ser un estat feudal tàtar creat arran de la caiguda i desintegració de l'Horda d'Or. La seva existència va abastar els segles xv i xvi i es va localitzar a l'àrea adjacent a la desembocadura del riu Volga, on actualment es troba la moderna ciutat d'Astracan aleshores Xacitarxan o Citerchan a uns 10 km de la moderna ciutat.
Mahmud Khan de l'Horda d'Or va ser qui va fundar el kanat cap a l'any 1460. El seu territori comprenia la porció occidental de la vall baixa del Volga, així com el seu delta –que correspon a una gran part del que actualment és l'óblast d'Astracan– i la plana estepària que es troba al sud-oest de la riba del Volga, en el territori que avui és Calmúquia; limitava al sud-est amb la mar Càspia i a l'oest amb el Kanat de Crimea. La seva capital era la ciutat de Khadjitarkhan (Xacitarxan, en la nova grafia del tàtar), també coneguda com a Astracan a les cròniques russes; actualment es troba a 12 quilòmetres de la ciutat moderna.

## Demografia i societat
La major part de la població del kanat eren tàtars d'Astracan i nogais. Els mercaders mantenien rutes comercials entre Moscòvia, Kazan, Crimea, l'Àsia central i la regió transcaucàsica.
La noblesa estava jerarquitzada en rangs feudals que, de major a menor, eren: el kan, els soldans, els beis i els mirzàs. La resta de la població, els plebeus, eren coneguts com a «poble negre» (o Qara xalıq). La religió de l'Estat era l'islam.

## Història

### Antecedents
El territori que voreja la desembocadura del Volga va ser poblat per diverses tribus tàtares, com els khàzars, almenys des del segle v. Amb posterioritat a la invasió oriental dels mongols i la fragmentació de l'Imperi Khàzar, aquesta regió va passar a ser part de l'Horda d'Or; l'imperi també va ser arruïnat per la guerra civil.

### Estat independent
El 1459 o 1460 a la mort de Kutjuk Muhammad de l'Horda d'Or, els seus fills Mahmud i Ahmad Khan es van enfrontar per la successió. No és clar si es van repartir el territori o Mahmud es va quedar amb Astracan perquè les tribus que li donaven suport nomaditzaven a la zona però Ahmad es va imposar a l'Horda entre el Don i el riu Ural quedant Mahmud amb el Volga inferior on es va fundar el kanat d'Astracan com a estat autònom. A la seva mort va ser succeït pel seu fill Kasim I que ja governava el 1476. No obstant això, la plena independència del kanat no es va obtenir fins al començament del segle xvi, quan va desaparèixer la Gran Horda el 1502. Fins llavors, els kans d'Astracan havien estat d'alguna manera vassalls o supeditats als governants de Nova Sarai.
La situació d'Astracan a la desembocadura del Volga, com una cruïlla d'importants rutes comercials, va permetre l'acumulació d'importants riqueses. Tanmateix, això també va atraure l'atenció dels seus veïns i la de les bel·licoses tribus nòmades, els quals van sotmetre el kanat a nombroses invasions. Mengli I, el kan de Crimea que va arrasar Sarai, la capital de la Gran Horda, va assolar també Astracan.
A la dècada del 1530, Astracan va prendre part, com a aliat del Kanat de Crimea i de l'Horda de Nogai, en una campanya contra Rússia. Més tard, va entrar en conflicte amb els seus antics aliats tàtars.

### Conquesta russa
El 1552, el tsar Ivan el Terrible va capturar el Kanat de Kazan i, poc temps després, a Astracan va prendre el poder un partit promoscovita. Ivan IV va despatxar soldats al kanat i hi va entronitzar el 1554 Darwish Khan com a governant vassall. Els nobles i nogais simpatitzants dels moscovites van donar suport a les tropes russes acantonades a les seves terres.
Tan bon punt l'amenaça d'atac per part de Crimea va haver passat, Darwish Khan va conspirar amb la gent de Crimea per expulsar els russos dels seus dominis. Va ser llavors que Ivan IV va enviar el seu exèrcit de streltsí i cosacs a sotmetre i conquerir el kanat, cosa que es va acomplir el 1556, en sucumbir Àstrakan davant la invasió. Khadjitarkhan va ser assetjada i incendiada, i el kanat, derrotat i annexat a Rússia. No obstant això, Darwish Khan va aconseguir escapar al castell d'Azov, sota la protecció dels turcs.

### Esdeveniments posteriors
Després de la caiguda del seu kanat, els tàrtars van ser envaïts pels calmucs, que van desplaçar els nogais del Volga. Molts nogais van acabar al Kazakhstan i al Daguestan, tot i que aproximadament 70.000 tàtars d'Astracan encara viuen avui dia a l'óblast d'Astracan.

## Llista de kans d'Astracan
Durant la seva existència (de 1459 a 1556), el kanat d'Astracan va ser governat pels següents kans:
- Mahmud Khan (Seid-Mäxmüd), fill de Kichi Mohammed, 1459-1476
- Qasim I (o Kasim I), 1476-1495
- Abdul Karim, 1495-1514
- Yanibek, 1514-1521
- Hussein Khan, 1521-?
- Shaykh Ahmad, ?-?
- Qasim II, ?-1532
- Ak Kubek, 1532-1533 (primera vegada)
- Abdul Rahman Khan, 1533-1537 (primera vegada)
- Darwish Ali, 1537-1539 (primera vegada)
- Abdul Rahman, 1539-1545 (segona vegada)
- Ak Kubek, 1545-1546 (segona vegada)
- Yamgurchi, 1546-1547 (primera vegada)
- Ak Kubek, 1547-1549 (tercera vegada)
- Yamgurchi, 1549-1550 (segona vegada)
- Devlet Giray 1550
- Yamgurchi 1550-1554 (tercera vegada)
- Darwish Ali, 1554-1556 (segona vegada)